# Zvolen
Zvolen (in ungherese Zólyom, in tedesco Altsohl, in italiano Veterosolio, in latino Vetusolium) è una città della Slovacchia, capoluogo del distretto omonimo, nella regione di Banská Bystrica.
La città è un importante centro industriale e turistico, oltre che primario nodo stradale e ferroviario.

## Storia
La storia della città comincia nel XIII secolo quando una massiccia immigrazione di elementi di lingua tedesca, qui chiamati dal re d'Ungheria Béla IV, ridette vigore ad una regione rimasta spopolata a causa delle invasioni tartare. Zvolen così divenne un importante centro amministrativo e commerciale, oltre che sede di fiorenti attività artigianali ed ospitò tra le sue mura numerosi regnanti ungheresi.
Diede i natali al poeta Bálint Balassi (1554-1594) e allo scrittore Jozef Cíger-Hronský (1896-1960).

## Monumenti
Caratteristico della città di Zvolen è lo Zámok, cioè il castello cittadino, costruito come propria residenza nel 1360 dal re Luigi I d'Angiò ad imitazione dei modelli italiani, e ristrutturato in epoca rinascimentale dal re Mattia Corvino. Il castello attira ogni anno migliaia di turisti.